# Patricia Chirinos
Pour les articles homonymes, voir Chirinos.
Patricia Rosa Chirinos Venegas, née le 19 juillet 1975 à Callao, est une journaliste et femme politique péruvienne. Elle est membre du Congrès depuis 2021 et 3e vice-présidente entre 2021 et 2022.

## Biographie

### Jeunesse et formation
Elle est la fille de l'avocat constitutionnaliste et homme politique Enrique Chirinos Soto (en).
Entre 1995 et 2000, elle étudie le journalisme à l'université de Lima, avant de travailler comme productrice et journaliste dans divers médias.
Elle épouse en 2019 le millionnaire péruvien Luis León Rupp, qui meurt l'année suivante.

### Parcours politique
Lors des élections municipales de 2006, elle est élue conseillère de la ville de Callao entre 2006 et 2010. En 2011, elle est élue conseillère régionale de Callao entre 2011 et 2014.
Lors des élections municipales de 2014, elle est élue maire de la Perla (en) pour le Mouvement indépendant Chim Pum Callao (en), mouvement poursuivi par corruption à ce jour, devenant la première femme a occuper cette fonction dans le district entre 2015 et 2018.
Lors des élections générales péruviennes de 2021, elle soutient Hernando de Soto (économiste), candidat à l'élection présidentielle soutenu par le parti En avant pays. Elle se présente en tant que candidate au Congrès avec le soutien du même parti et est élue députée, représentant la circonscription de Callao, pour la législature de 2021 à 2026.
Le 26 juillet 2021, elle est élue 3e vice-présidente du Congrès péruvien sous la présidence de Maricarmen Alva.